# Wekspanning

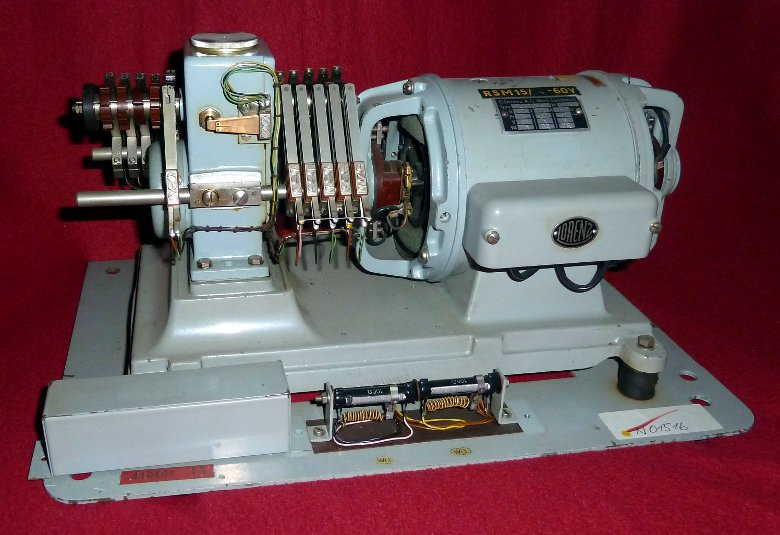
Oude motorgenerator om telefoontonen en wekspanning te genereren

De wekspanning is de elektrische spanning die vanuit een telefooncentrale naar het telefoontoestel van een abonnee wordt geschakeld om de abonnee er op attent te maken dat iemand probeert hem telefonisch te bereiken. Oude telefoontoestellen laten een elektrische bel overgaan, die rechtstreeks door de wekspanning wordt bekrachtigd. De wekspanning bedraagt 40 tot 105 volt wisselspanning met een frequentie van ca. 25 Hz. Deze spanning wordt in een langzaam tempo ritmisch onderbroken.
Tegelijkertijd stuurt de centrale de wektoon naar de oproepende abonnee om deze te laten weten dat de verbinding tot stand is gebracht en de ontvangende abonnee het toestel nog niet heeft opgenomen.
De wektoon klinkt meestal niet synchroon met de wekspanning.